# Reação em cadeia
Uma reação em cadeia é uma sequência de reações provocadas por um elemento ou grupo de elementos que gera novas reações entre elementos possivelmente distintos, tal como ocorre durante a fissão nuclear. Ou ainda, reação em cadeia é a combustão que se processa em cadeia, que após a partida inicial, é mantida pelo calor produzido durante o processo da reação.
Em se tratando de incêndios, a reação em cadeia é um dos itens do chamado "tetraedro do fogo" (o qual, além da reação em cadeia, é composto por outros três elementos básicos para a existência do fogo, quais sejam: o combustível, o comburente e o calor. Neste sentido, a reação em cadeia é uma sequência de reações que ocorrem durante o fogo, produzindo sua própria energia de ativação (o calor) enquanto há comburente e combustível para queimar.
Dessa forma, temos:
| Reação em cadeia combustível + comburente(oxigênio) + calor → (fogo) luz + gases + calor |

Tal reação é o que mantém o fogo, até que um dos reagentes (combustível, comburente ou calor) seja retirado da reação, extinguindo-se assim o fogo. Tal entendimento é a base dos métodos de extinção de incêndios.